# Sylvie Meis
Sylvie Françoise Meis (nascuda el 13 d'abril de 1978), coneguda durant algun temps com a Sylvie van der Vaart, és una personalitat i model de televisió holandesa que viu a Alemanya.

## Carrera

### Països Baixos
Nascuda a Breda, Països Baixos, Meis és en part d'origen de les Índies Orientals Holandeses. Es va graduar a la Universitat de Brabant Occidental (neerlandès: Hogeschool West-Brabant) Amb 18 anys, va decidir que volia ser model i va ser seleccionada per a diferents rodatges per agències de càsting. Després d'interessar-se per la televisió, va guanyar popularitat gràcies a les tasques a FoxKids i a l'estació de música TMF. Organitza diversos esdeveniments a TMF, com ara la presentació dels premis anuals TMF i la realització d'entrevistes amb artistes internacionals com Britney Spears i Kylie Minogue. A més, apareix en videoclips i en la sèrie de televisió holandesa Costa. També va introduir la línia de joieria Pure by Sylvie al mercat neerlandès. Més endavant, va ser l'hostessa de la cerimònia de lliurament del premi a la Jugadora Mundial de l'Any de la FIFA 2008.
Després de ser escollida la dona més sexy dels Països Baixos el 2003, va començar una relació amb el futbolista de l'Ajax Rafael van der Vaart. En part a causa de la fama de les seves carreres individuals, aviat es van convertir en la "parella de futbol" més famosa dels Països Baixos. La seva fama va créixer després del seu matrimoni el 10 de juny de 2005 i de la cobertura en directe del casament a SBS6, un canal de televisió neerlandès, amb l'emissió que va obtenir una audiència alta als Països Baixos; Sylvie va agafar el cognom de Rafael, van der Vaart.

### Alemanya
La Meis i el seu marit es van traslladar a Alemanya quan va deixar l'Ajax per jugar al club de futbol de la Bundesliga Hamburger SV. Després del trasllat del seu marit al Reial Madrid el 2008, els van der Vaarts es van traslladar a Espanya. Entre 2008 i 2011, va ser jutgessa de Das Supertalent, la versió alemanya de la sèrie Got Talent de Simon Cowell. El 2010 va participar en la tercera temporada de l'equivalent alemany de Strictly Come Dancing, anomenada Let's Dance. El 17 d'abril de 2010, Meis va substituir l'habitual jutge de Deutschland sucht den Superstar Nina Eichinger per a la final de la setena temporada, després que aquesta es quedés atrapada a Los Angeles per causa de les restriccions de vol com a resultat de les erupcions d'Eyjafjallajökull de 2010. Entre el 2011 i el 2017, Meis ha presentat l'espectacle Let's Dance juntament amb Daniel Hartwich. El 2018 va ser substituïda per l'antiga participant Viktoria Swarovski i, aquest fet va possibilitar la tornada a Das Supertalent com a jutge.
Seguint els passos d'artistes famosos com Johannes Heesters, Linda de Mol i Rudi Carell, Meis és una de les personalitats holandeses més reeixides en actiu a Alemanya.

## Vida personal
Meis és d'ascendència en part indoeuropea, el seu pare és indonesi-neerlandès, la seva mare belga.
Va mantenir una relació amb el futbolista Rafael van der Vaart des del 2003. El 10 de juny de 2005 la parella es va casar i el 28 de maig de 2006 va néixer el seu fill Damián Rafael. Alguns dels mitjans van descriure la parella com els "nous Beckham", però tots dos van negar les afirmacions dient que prefereixen simplement viure una vida normal.
El 16 de juny de 2009, va anunciar que li havien diagnosticat un càncer de mama i que s'havia sotmès a una cirurgia el maig de 2009. Va acabar la quimioteràpia postoperatòria i des de llavors no té càncer. A mitjans de 2009, el Reial Madrid va voler vendre Rafael van der Vaart, però va decidir quedar-se a Madrid perquè Sylvie estava sotmesa a tractaments contra el càncer allí.

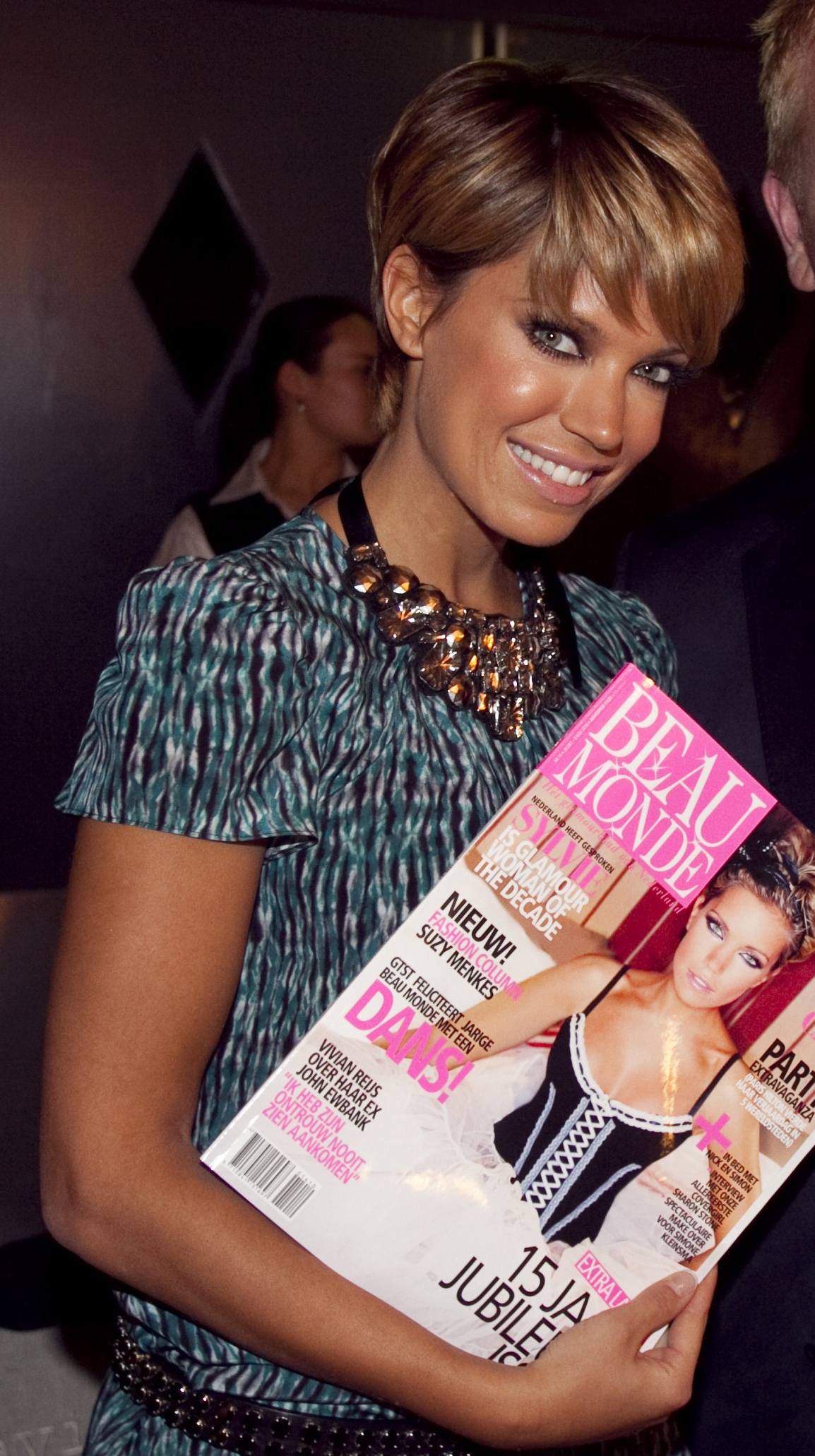
Fotografia de 2010.

El 2010, Meis va admetre haver enganyat al seu marit, afirmant que van der Vaart es va assabentar a través de correus electrònics que tenia una aventura amb un pilot d'una línia aèria de KLM que creia que era el començament del final del seu matrimoni. El 2 de gener de 2013, Meis va reconèixer la seva separació després que l'hagués colpejat davant dels seus convidats. El seu divorci es va concretar el desembre de 2013. El 12 d'abril de 2017, es va comprometre amb Charbel Aouad, però la parella es va separar l'octubre de 2017.
Meis parla anglès, neerlandès i alemany.